# Strega Hazel
La strega Hazel è un personaggio che appare in alcuni episodi della celebre serie Looney Tunes.
È un'esilarante strega grassottella dalla pelle verde e piena di forcine per capelli; il suo ruolo, normalmente, è tentare di mettere Bugs Bunny in pentola.

## Apparizioni del personaggio
Hazel fa la sua prima apparizione in Bewitched Bunny (1954) in cui tenta di cucinare Hänsel e Gretel che vengono salvati da Bugs Bunny.
Successivamente compare pure nel cortometraggio Broom-Stick Bunny (1956) dove cerca di catturare Bugs Bunny che per la ricorrenza di Halloween si è vestito da strega.
La si rivede nell'episodio A-Haunting We Will Go dove tenta di cuocere Duffy Duck. Riappare pure in un altro episodio, A Witch's Tangled Hare, che la vede innamorarsi di un poeta.
Successivamente fa un'apparizione anche in un episodio della serie I misteri di Silvestro e Titti dove cerca in tutti i modi di spaventare a morte Silvestro.
Appare anche nel lungometraggio Daffy Duck's Quackbusters - Agenzia acchiappafantasmi in cui Bugs Bunny pronuncia una formula magica che trasforma il Conte Dracula in strega.
Hazel viene usata anche nel film Space Jam dove per fare il tifo per la squadra di Bugs si veste da ragazza pon pon.
Hazel viene usata come boss nel videogioco Bugs Bunny: Lost in Time. 
La si rivede come antagonista nel film Le 1001 favole di Bugs Bunny.
Hazel fa inoltre un cameo nel film Chi ha incastrato Roger Rabbit e nel lungometraggio Looney Tunes: Back in Action oltre che in Space Jam: New Legends.